# Aeroporti a Cipro
Il seguente è l'elenco degli aeroporti a Cipro:
| Settore         | Città     | ICAO    | IATA | Nome aeroporto                          | tipologia       |
| Zona turca      | Nicosia   | LCEN    | ECN  | Aeroporto di Nicosia-Ercan              | civile          |
| Zona turca      | Nicosia   | CY-0003 | --   | Aeroporto di Pinarbasi                  | militare        |
| Zona turca      | Lefkoniko | CY-0002 | GEC  | Base aerea di Geçitkale                 | militare        |
| Zona cuscinetto | Nicosia   | LCNC    | NIC  | Aeroporto Internazionale di Nicosia     | civile (chiuso) |
| Zona greca      | Larnaca   | LCLK    | LCA  | Aeroporto Internazionale di Larnaca     | civile          |
| Zona greca      | Pafo      | LCPH    | PFO  | Aeroporto di Pafo                       | civile/militare |
| Zona greca      | Nicosia   | LCRO    | LAK  | Aeroporto di Lakatamia                  | militare        |
| Zona greca      | Kornos    | CY-0005 | --   | Pista d'atterraggio stradale di Kornos  | militare        |
| Zona greca      | Kofinou   | CY-0006 | --   | Pista d'atterraggio stradale di Kofinou | militare        |
| Zona britannica | Akrotiri  | LCRA    | AKT  | Aeroporto di Akrotiri                   | militare        |
| Zona britannica | Dhekelia  | LCRE    | KIN  | Aeroporto di Kingsfield                 | militare        |